# Mark Sinyangwe
Mark Sinyangwe (ur. 29 grudnia 1979, zm. 11 sierpnia 2011) – zambijski piłkarz grający na pozycji obrońcy.

## Kariera klubowa
Karierę piłkarską Sinyangwe rozpoczął w klubie Nkana FC z miasta Kitwe. W 1998 roku zadebiutował w jego barwach w rozgrywkach zambijskiej Premier League. W 1999 roku osiągnął z Nkaną swój pierwszy sukces w karierze, gdy wywalczył mistrzostwo Zambii. W 2000 roku zdobył Puchar Zambii, a w 2001 ponownie został mistrzem kraju.
W 2002 roku Sinyangwe został piłkarzem Nchangi Rangers i w tamtym sezonie zdobył Tarczę Dobroczynności. W 2003 roku na krótko wrócił do Nkany, a następnie ponownie odszedł do Nchangi Rangers. W 2005 roku grał w Green Buffaloes FC z Lusaki i zdobył wtedy Puchar Zambii. W 2006 roku był piłkarzem Power Dynamos FC W 2007 roku po raz trzeci stał się zawodnikiem Nkany FC. W 2009 roku grał w Kitwe United.

## Kariera reprezentacyjna
W reprezentacji Zambii Sinyangwe zadebiutował 5 czerwca 1999 roku w wygranym 3:0 meczu kwalifikacji do Pucharu Narodów Afryki 2000 z Madagaskarem. W 2002 roku w Pucharze Narodów Afryki 2002 w Mali wystąpił we 2 spotkaniach: z Tunezją (0:0) i z Senegalem (0:1). W 2006 roku podczas Pucharu Narodów Afryki 2006 był rezerwowym i nie rozegrał żadnego spotkania. Od 1999 do 2007 rozegrał 45 meczów i strzelił 1 gola.